# Finger Mountain
Der Finger Mountain ist ein 1920 m hoher und länglicher Berg im ostantarktischen Viktorialand. In den Quartermain Mountains ragt er an der Nordseite des Turnabout Valley auf. 
Teilnehmer der Discovery-Expedition (1901–1904) unter der Leitung des britischen Polarforschers Robert Falcon Scott benannten ihn nach einer fingerförmigen Doleritader, die der Berg zwischen Sandsteinschichten aufweist.